# Leeuwarden (ville)
Pour les articles homonymes, voir Leeuwarden (commune).
Ne doit pas être confondu avec la ville de Lewarde.
Leeuwarden (/ˈleːʋɑrdə(n)/ ; en frison occidental : Ljouwert, /ˈljɔːʋ(ə)t/ ; en frison urbain : Liwwadden), aussi appelé Leuvarde en français, est une ville néerlandaise, principal centre urbain de la commune de Leeuwarden, chef-lieu de la province de Frise. En décembre 2024, la ville compte 129 973 habitants.

## Histoire
Un port modeste existe probablement à la fin de l'époque mérovingienne. Ainsi, comme le toponyme actuel Leeuwarden, mot au pluriel à l'origine, l'indiquerait, au moins trois « levées de terre fortifiées en postes de garde (warde) » pour se protéger de la piraterie ou d'éventuelles visites inopinées et indésirables, protégeaient en particulier une vaste grange dépendante de la puissante abbaye de Corbie. Un ensemble de bâtiments monastiques, autrefois à l'emplacement actuel d'Oldehove, Niejhove et Hoek, aurait existé, le premier était destiné à conserver diverses victuailles ou autres ravitaillements, denrées ou produits potentiellement exportables ou à défaut importables, il s'appelait en prenant les mots d'ancien français « cort des vitailles ».
Le site de la ville actuelle était déjà habité avant l'an 1000. Jusqu'à l'ensablement du Middelzee au XIIIe siècle, la ville était un port commercial dont les bateaux allaient jusqu'en Russie. Leeuwarden a obtenu le statut de ville en 1435.
La tour d'Oldehove est une ancienne tour accolée tardivement à l'église saint Vitus. Cette tour gothique flamboyante érigée de 1529 à 1532-33 montra des signes d'instabilité et sa construction entreprise pourtant en un temps de prospérité est abandonnée, faute de solution de redressement. Sa présence condamne probablement le lieu de culte associé à la fin du siècle. Ce lieu emblématique, comme la ville et sa commune, est marqué par le folklore frison, notamment des chants d'éleveurs du plat pays dont une trentaine de ritournelles, conservés avec de multiples objets au musée de Leuwarden.
Le peintre de natures mortes, Maerten Boelema de Stomme, y fut baptisé le 17 février 1611.
Vers 1650, Leeuwarden se rangeait avec ses 16 000 habitants parmi les dix villes les plus importantes des Provinces-Unies.

### Époque actuelle
Leeuwarden est le point de départ et d'arrivée de la Elfstedentocht (Tour des onze villes), des décennies avant que cela devienne la fameuse course de patinage de longue distance. À l'heure actuelle, Leeuwarden, chef-lieu de la province de Frise, n'a qu'une signification régionale. Pourtant, elle a été choisie Capitale européenne de la culture 2018. Elle abrite également sur son territoire une base aérienne de l'armée de l'air royale néerlandaise.

## Monuments
- La chancellerie (Kanselarij) ;
- De Waag, le poids public ;
- La tour Oldehove, une tour penchée ;
- La Grande église ou église des Jacobins (nl)[5], église protestante, son orgue est construit par Christian Müller ;
- L'église catholique Saint-Boniface (Sint Bonifatiuskerk), important édifice néogothique ;
- L'église Saint-Dominique de Leeuwarden (Sint-Dominicuskerk), de culte catholique

Leeuwarden possède un théâtre (De Harmonie) et divers musées, parmi lesquels : le musée frison (Het Fries Museum), le musée de la nature de Frise (Natuurmuseum Fryslân) et le musée littéraire frison (Frysk Letterkundich Museum). La ville possède le plus grand marché aux bestiaux des Pays-Bas et, le jour de l'Ascension, le plus grand marché aux fleurs du pays. Leeuwarden est depuis 2002 le théâtre du Domino Day, événement annuel au cours duquel on tente à chaque fois de battre le record mondial du tombé de dominos. La ville l'avait déjà organisé en 1998.

## Transports
Leeuwarden possède trois gares ferroviaires. En plus de la gare centrale de Leeuwarden, il y a également les petites gares d'Achter de Hoven et de Leeuwarden Camminghaburen sur la ligne vers Groningue. Autrefois, il y eut également la gare de Leeuwarden Halte sur l'ancienne ligne de chemin de fer vers Dokkum et Anjum.

## Personnalités nées à Leeuwarden
- Hans Vredeman de Vries (1527-1607), architecte et peintre
- Gellius Hillema '1563-1626), juriste, homme politique et diplomate
- Dominicus Arumaeus (1579-1637), universitaire allemand
- Guillaume IV d'Orange-Nassau (1711-1751) Stathouder des Provinces-Unies
- Campeius Vitringa (1659-1722), théologien protestant et hébraïsant
- Jacques-Georges Chauffepié (1702-1786) biographe, lexicographe et ministre calviniste
- Johannes Wilhelmus van Rijswijk (1733-1806), homme politique néerlandais
- Herman Borgrink (1738-1803), homme politique néerlandais
- Hector van Altena (1741-1806), homme politique néerlandais
- Thomas Peters (1745-1857), premier centenaire répertorié.
- Johannes Lambertus Huber (1750-1826), homme politique néerlandais
- Oene Gerritsz Gorter (1758-1818), homme politique néerlandais
- Wolf Benjamin Cohen (1818-1852), dentiste franco-néerlandais connu sous le nom de William Rogers
- Marc Willem du Tour van Bellinchave (1835-1908), homme politique néerlandais
- Maurits Cornelis Escher (1898-1972), artiste
- Mata Hari (Margaretha Geertruida Zelle) (1876-1917), danseuse et courtisane condamnée pour espionnage
- Wieke Bosch (1882-1945), résistante arnarchiste et féministe
- Egbert van Burmania Rengers (1745-1806), homme politique, membre de la Régence d'État
- Els Veder-Smit (1921-2020), femme politique néerlandaise
- Harm Wiersma (1953), joueur de dames et homme politique
- Arie van der Vlis (1940-2020), Officier militaire néerlandais qui a servi comme chef d’état-major de la Défense entre 1992 et 1994.
- Gonny Gaakeer (1971-), actrice néerlandaise
- Benaouf Adaoui (1987-), criminel néerlandais de la Mocro Maffia
- Joost Klein (1997-) chanteur et rappeur néerlandais né à Leeuwarden

## Jumelages
Leeuwarden est jumelée avec :
- Liyang, en Chine (depuis 2011)

## Galerie

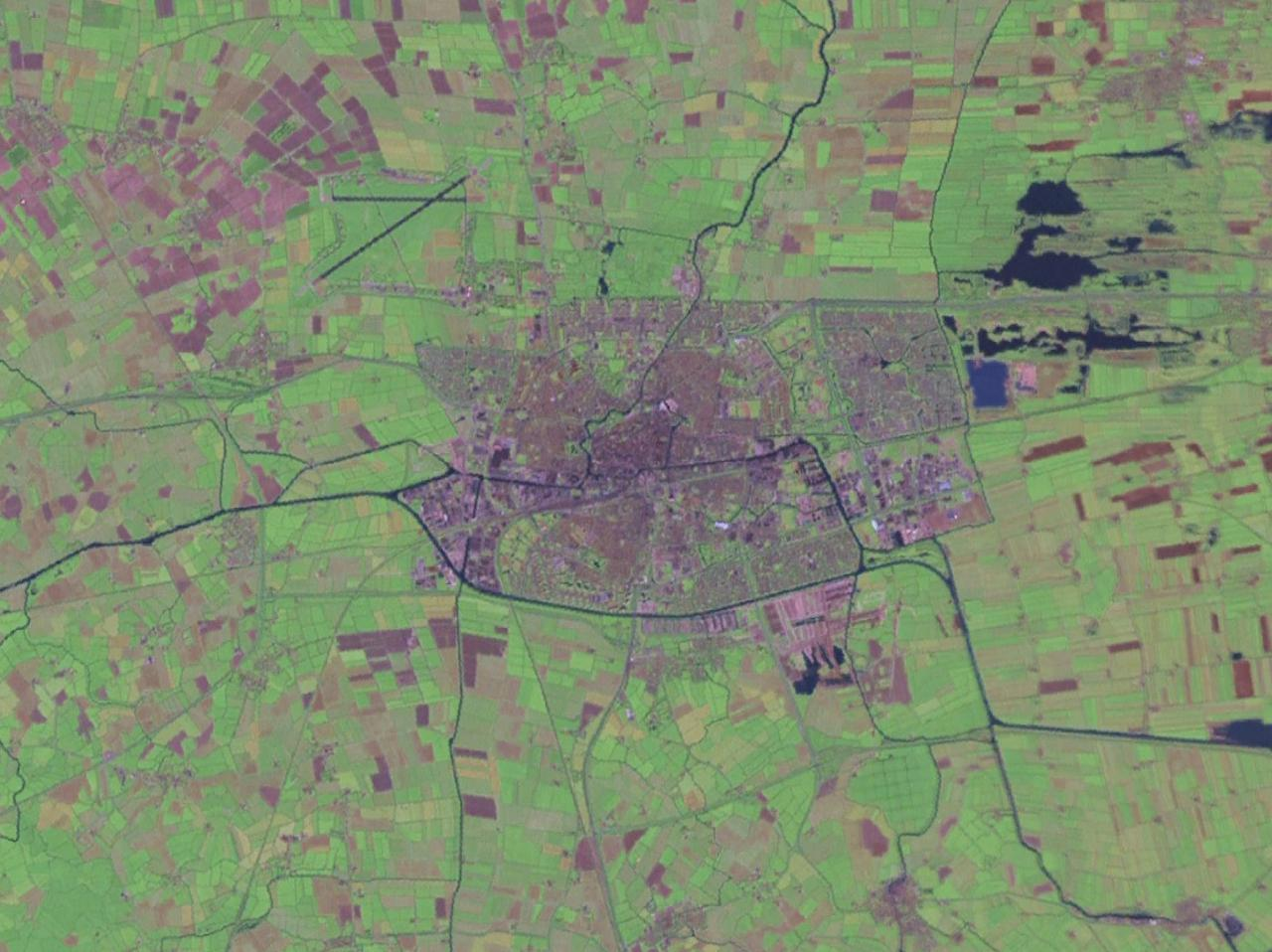
Photo satellite de Leeuwarden.
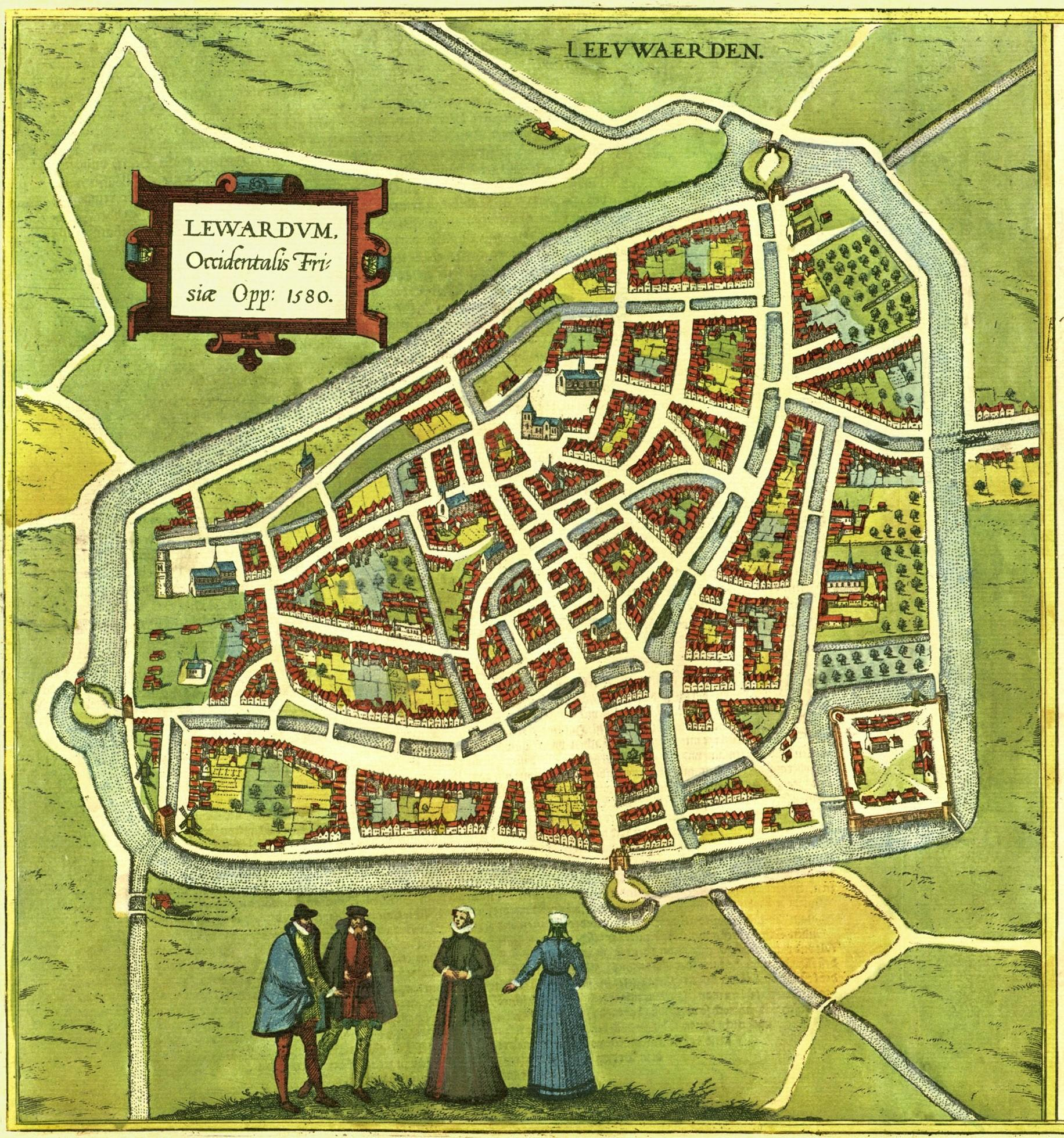
Leeuwarden en 1580.
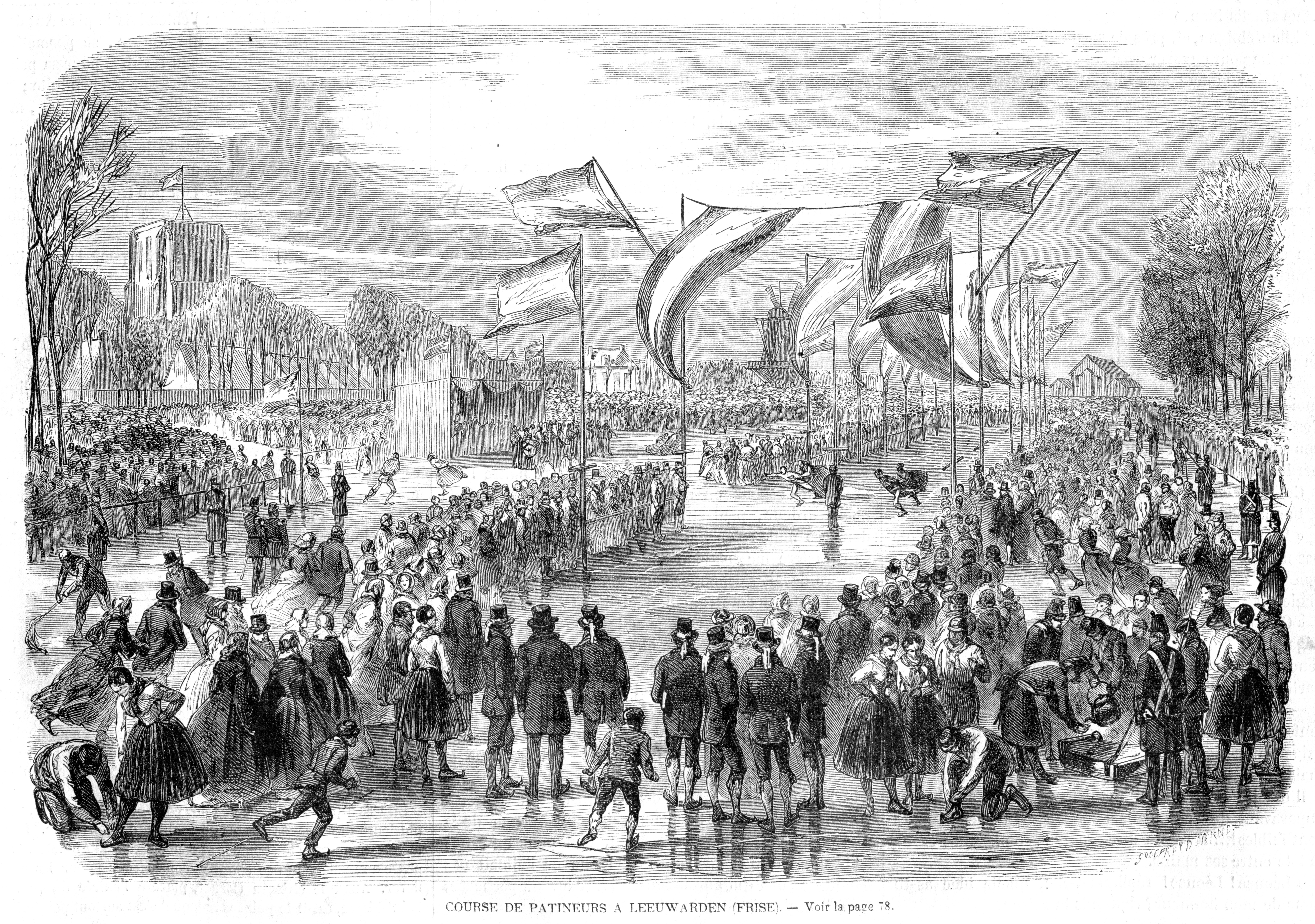
Course de patineurs à Leeuwarden, en 1862.
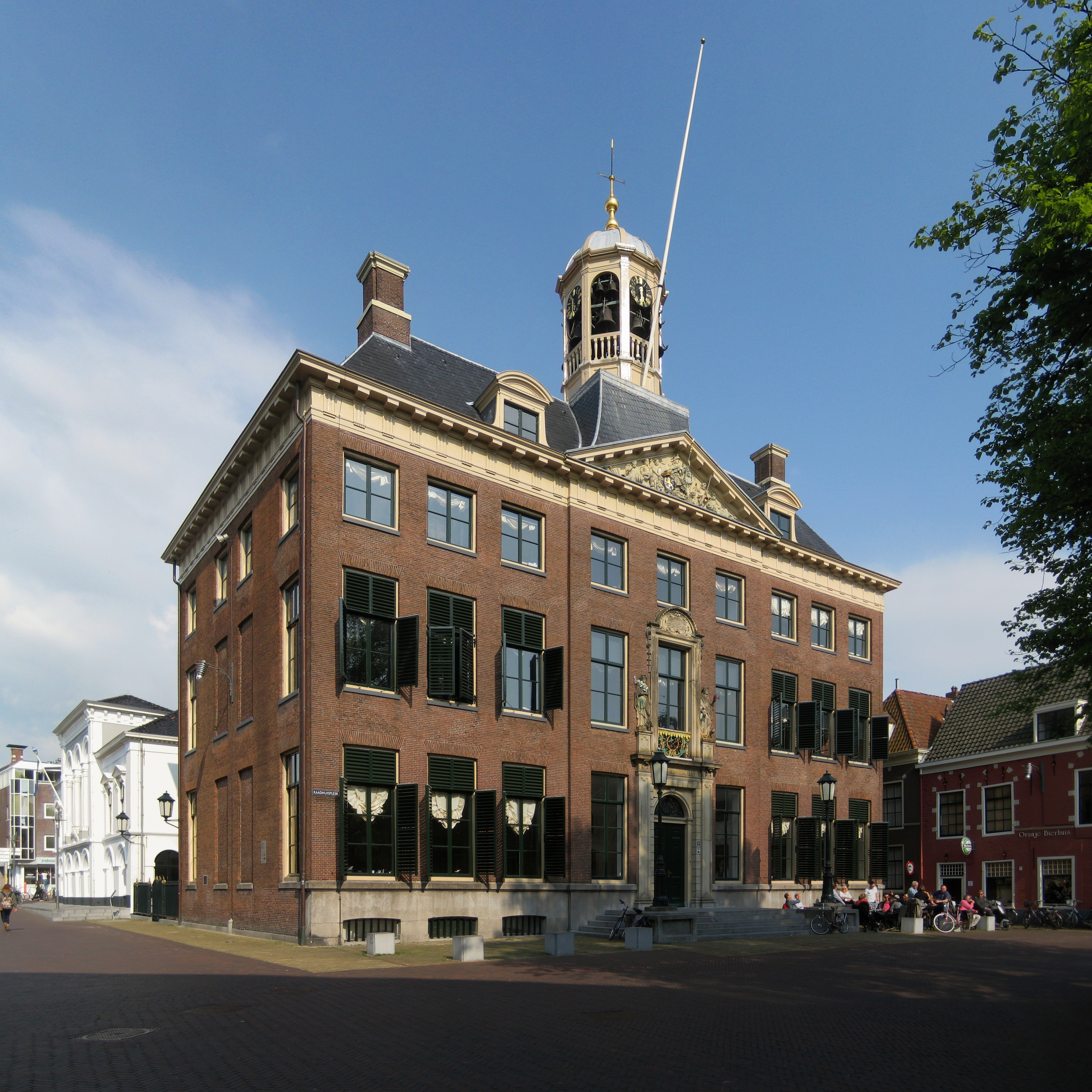
Mairie de la commune.
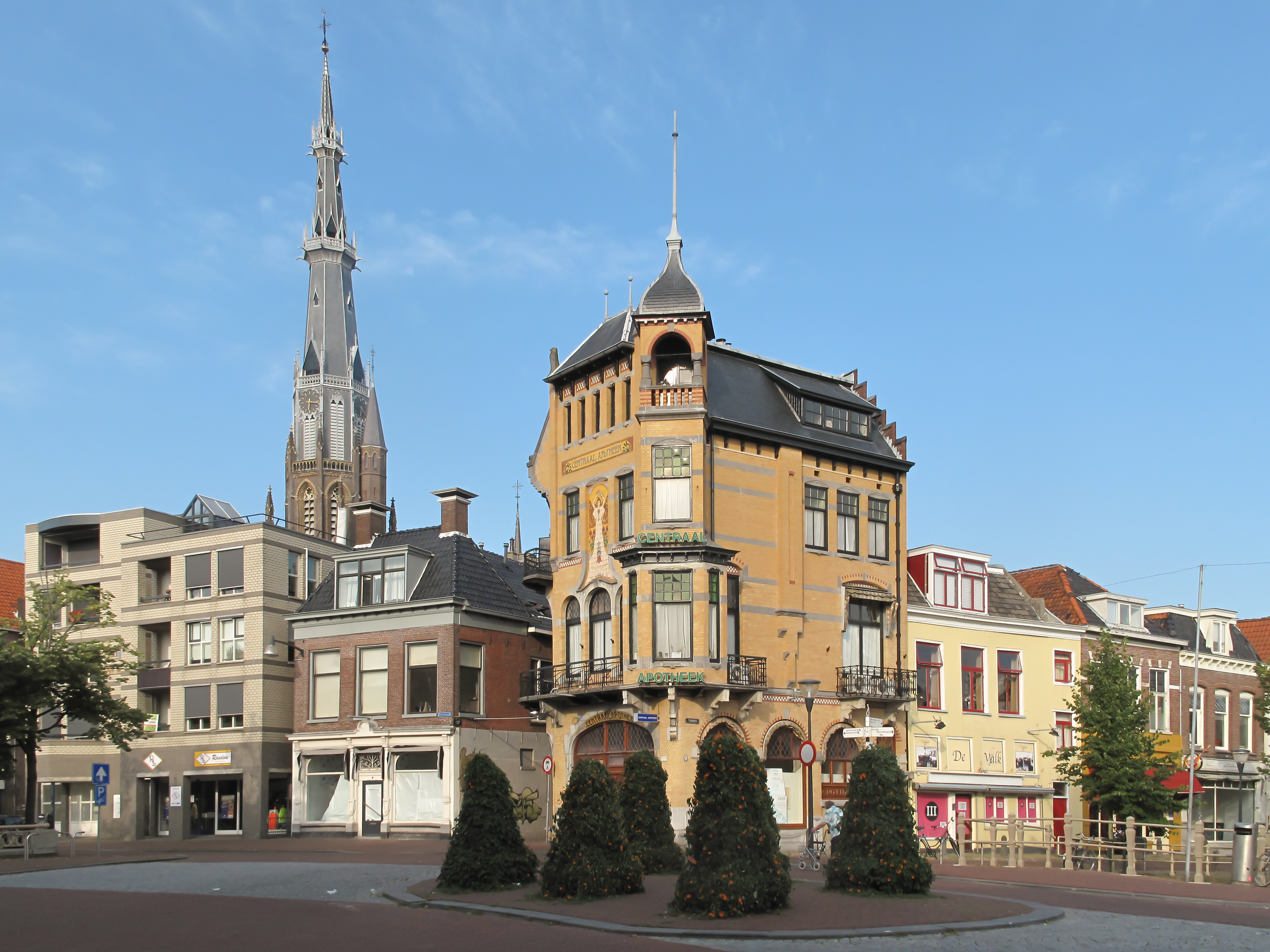
Le clocher de Sint Bonifatiuskerk en arrière-plan de la rue Voorstreek.
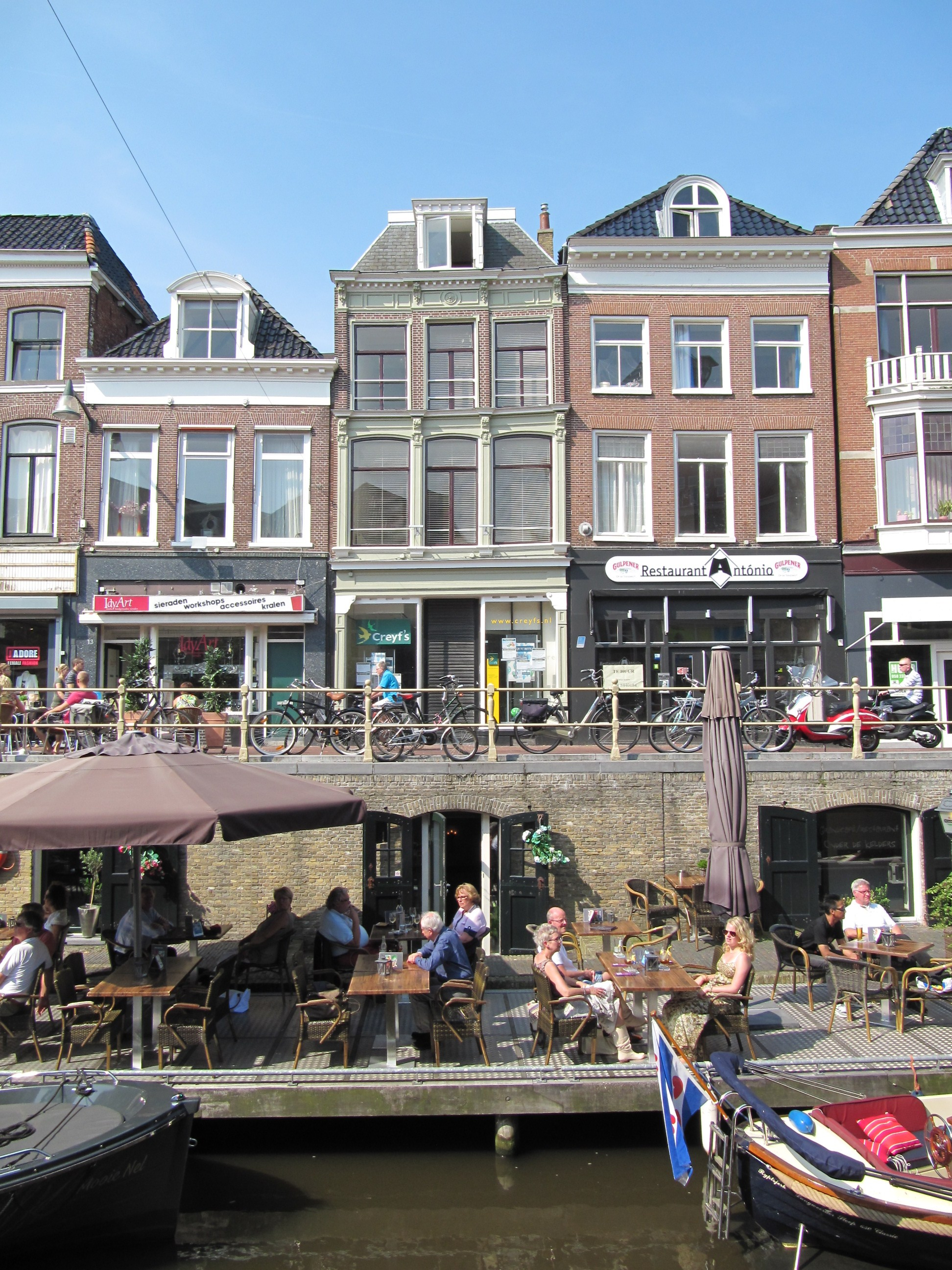
Les Kelders.
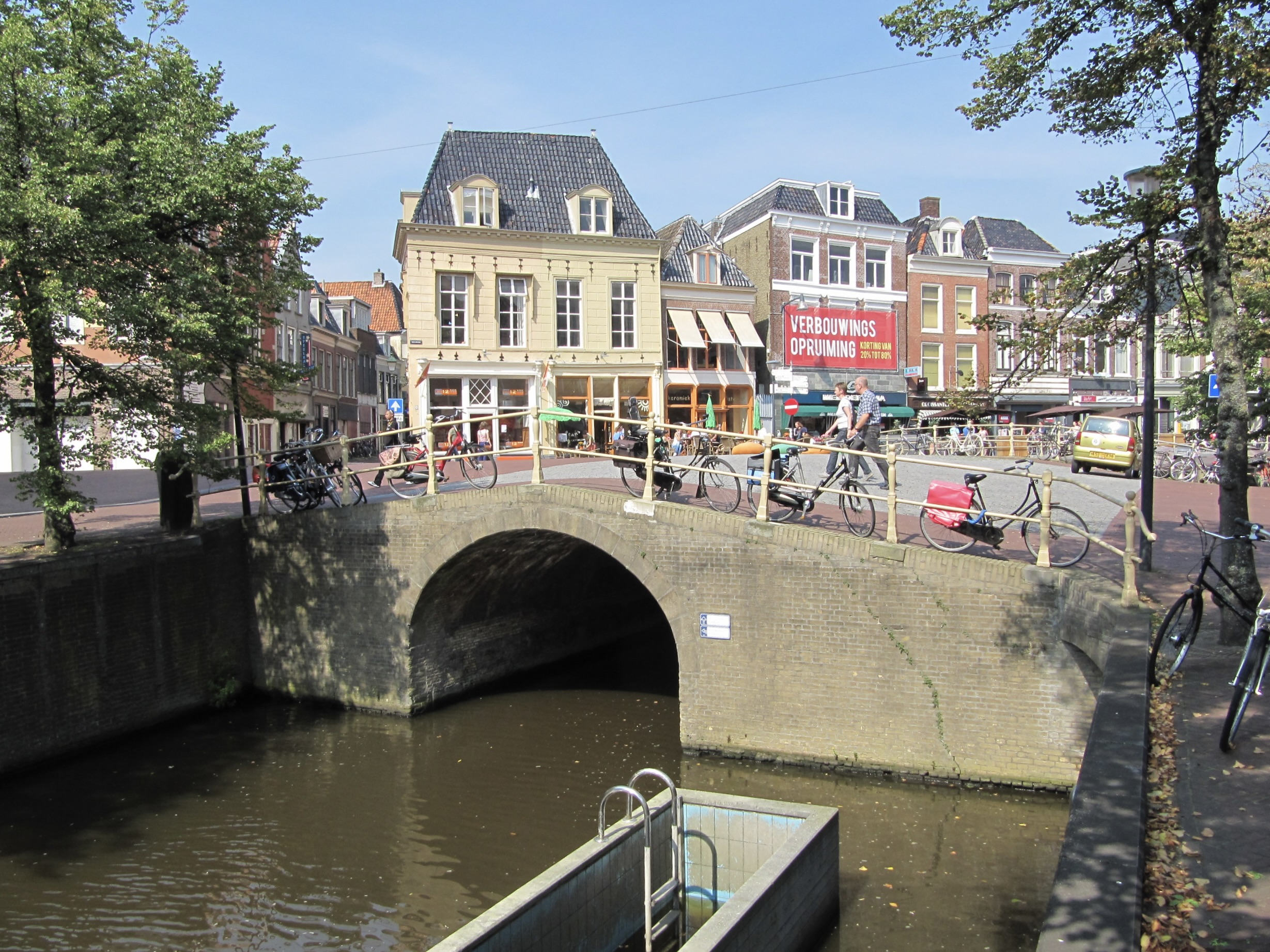
Le centre historique de la ville avec ses nombreux canaux.
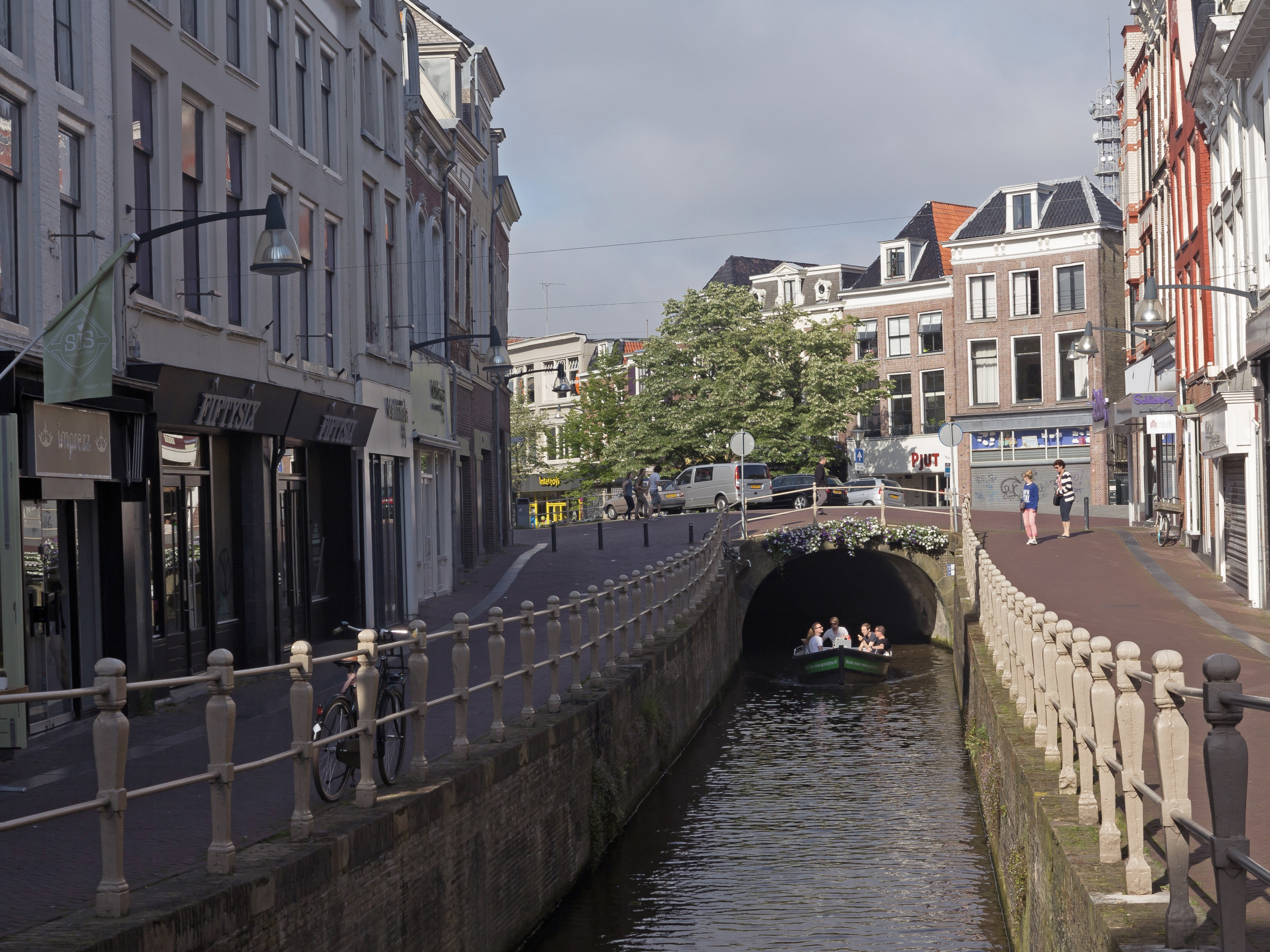
Vue dans la rue : het Naauw.
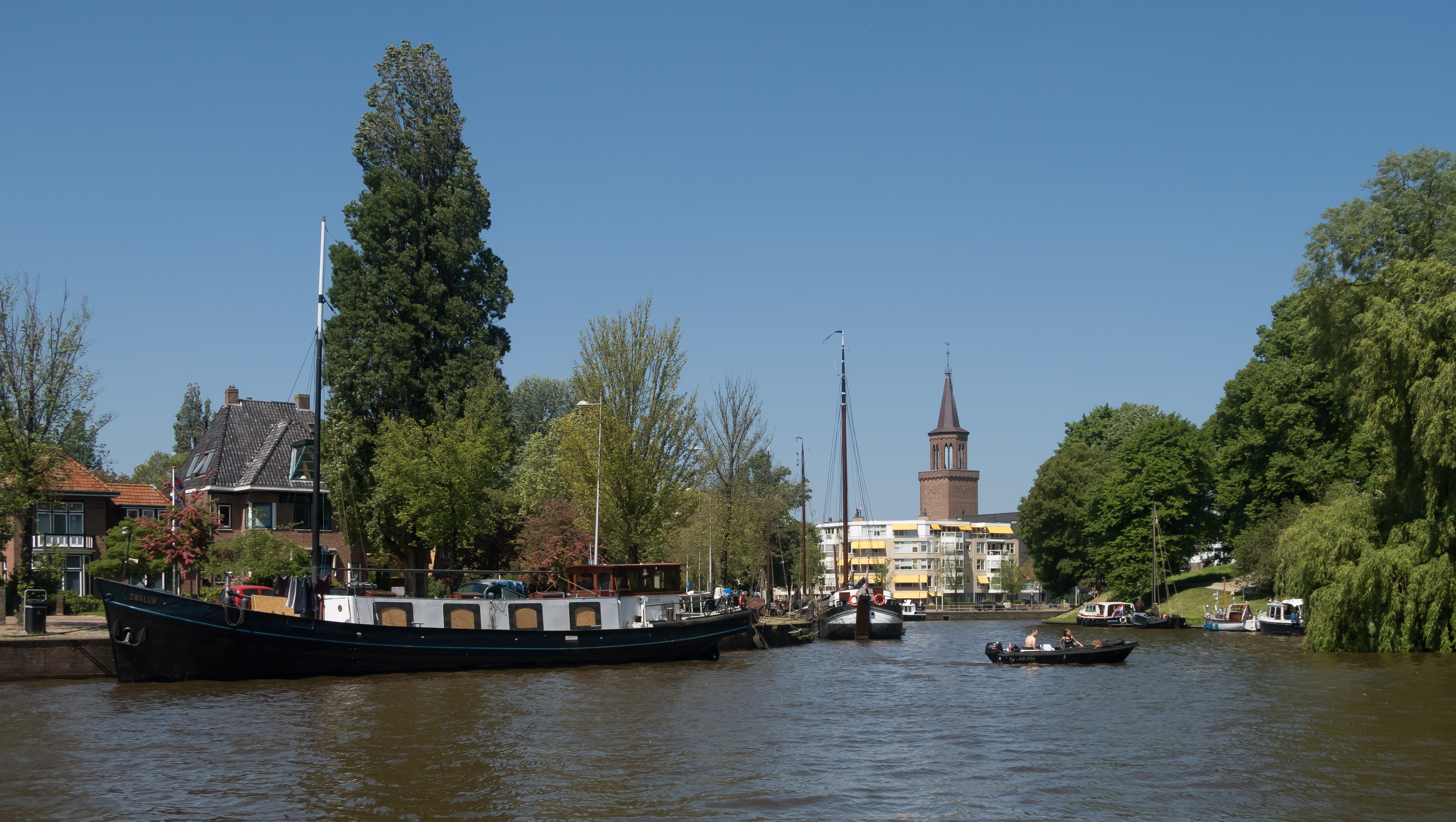
Vue sur le Wester Stadsgracht de Westerplantage.
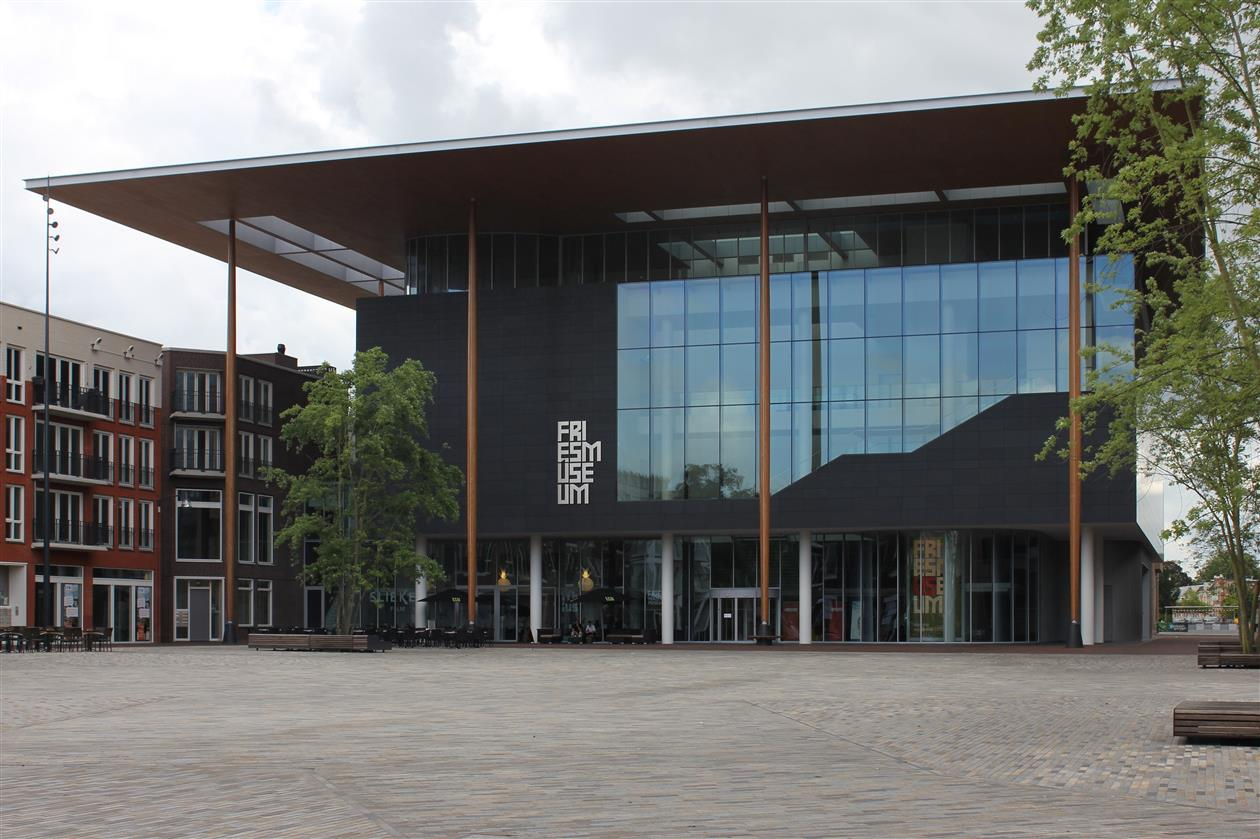
Le musée frison.
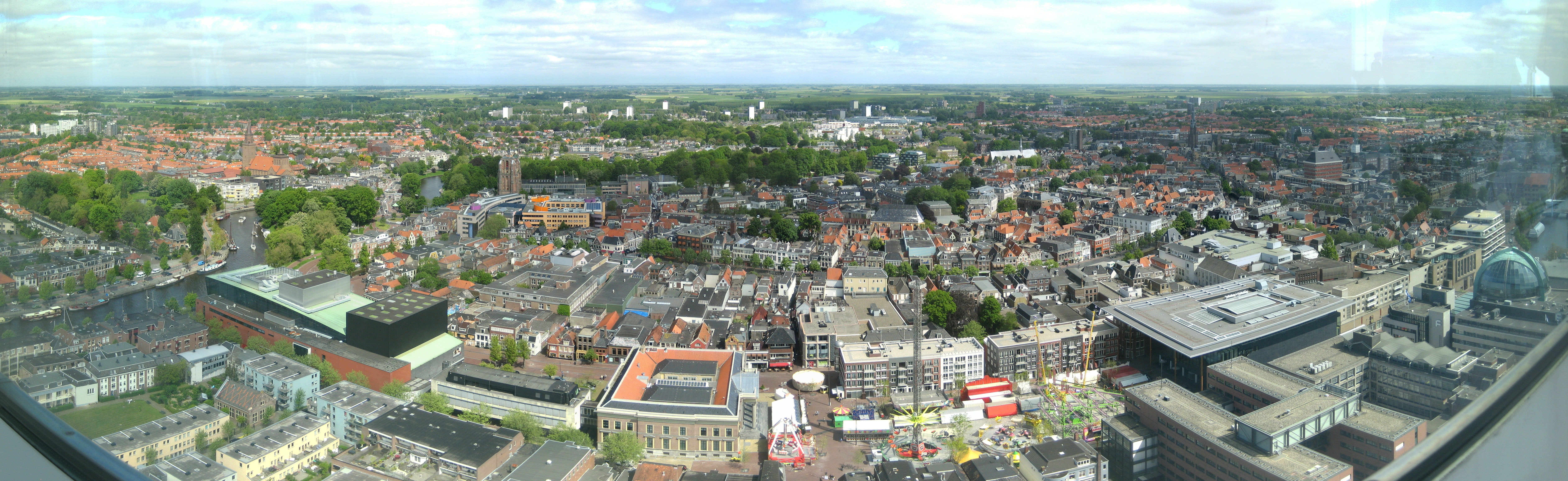
Vue de la ville depuis l'Achmeatoren (2013).
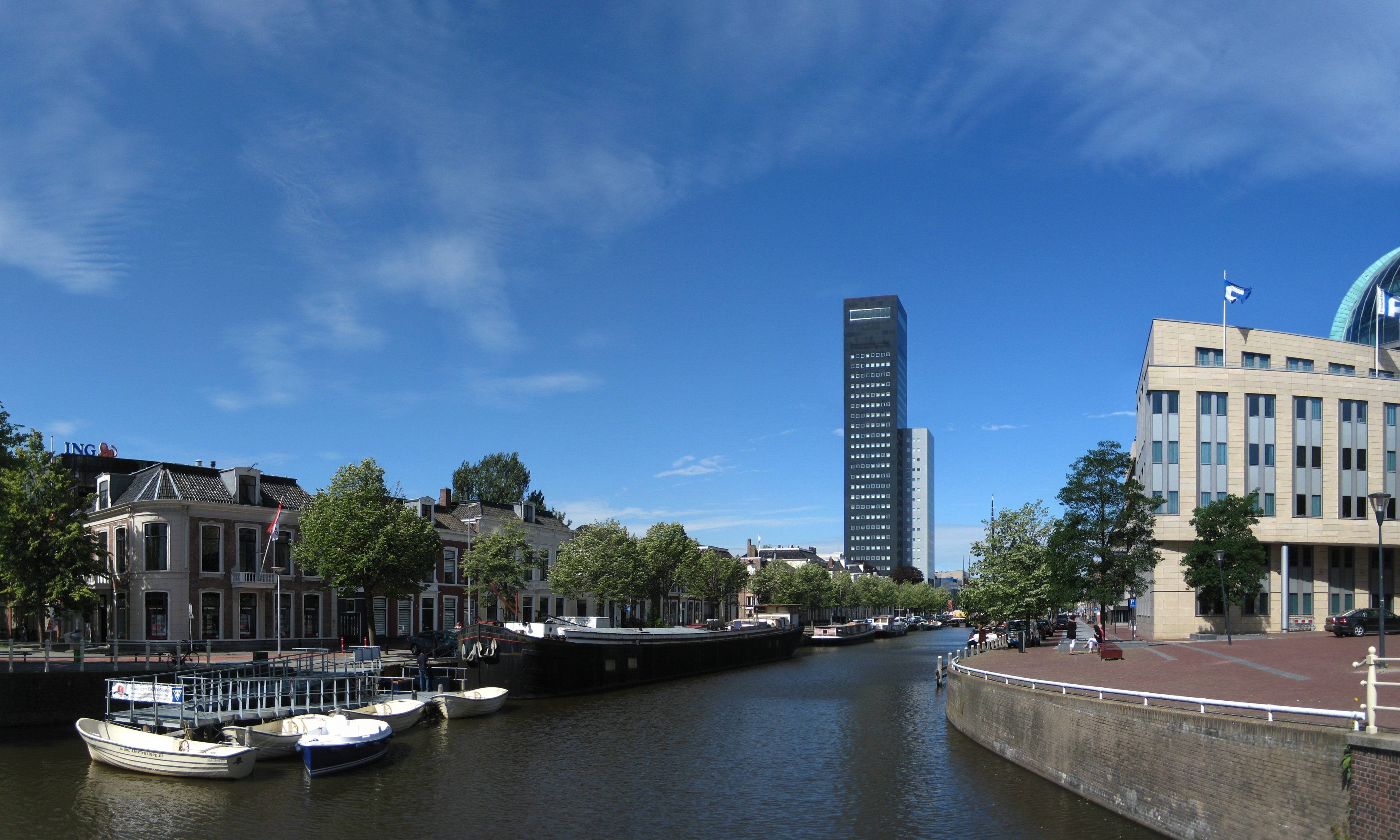
Le Zuiderstadsgracht (canal), l'Achmeatoren (tour) et la rue de Willemskade, vus depuis le Wirdumerpoortsbrug (pont) en 2010.
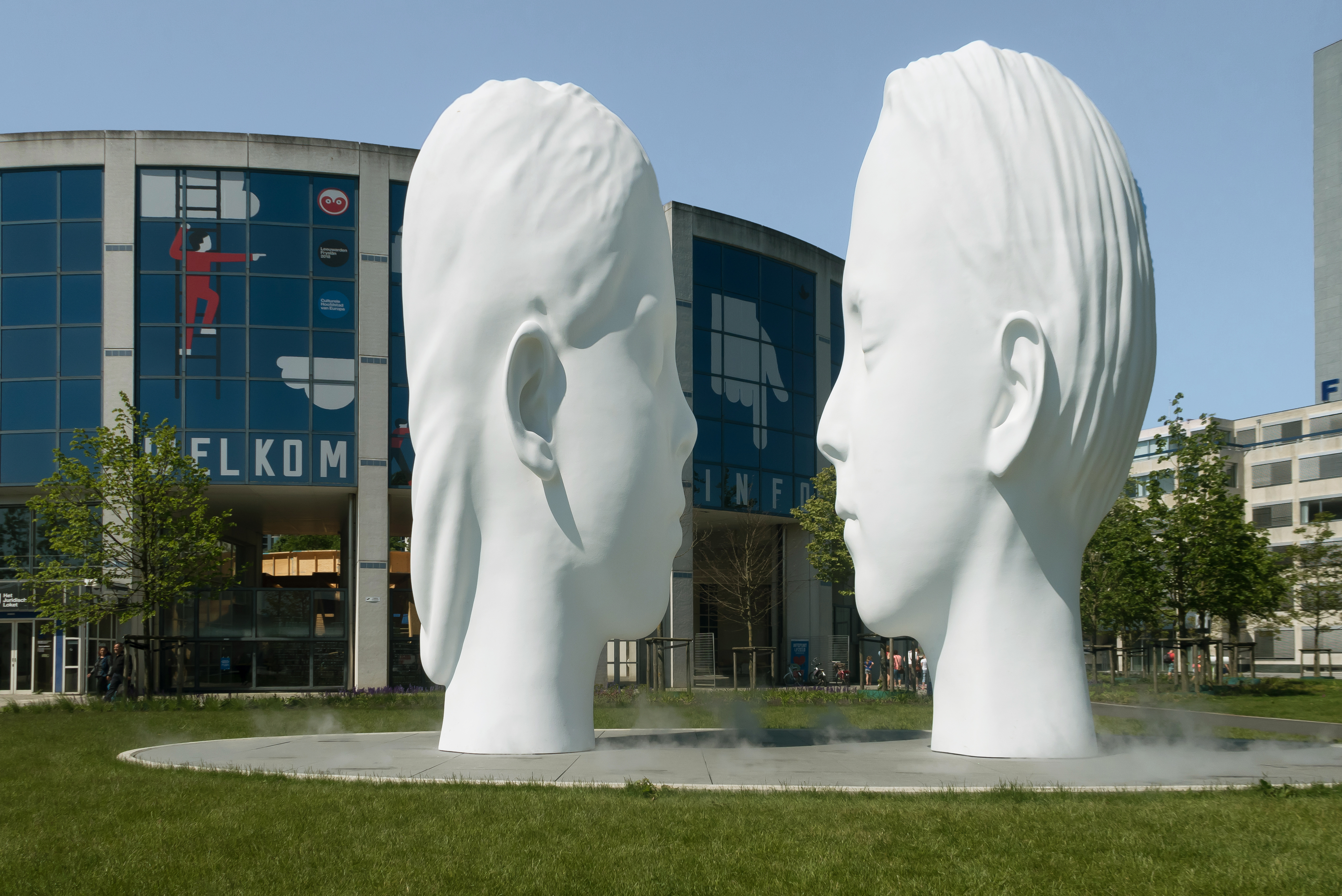
La sculpture Love Fountain de Jaume Plensa sur la Stationsplein.